# Hemicyclaspis
Hemicyclaspis és un gènere de peixos àgnats molt primitius que van poblar el mar des de finals del Silurià i principis del Devonià, fa uns 420 milions d'anys. El nom significa "escut semicircular", per la forma del seu cap fossilitzat. Va ser, probablement, en aigua dolça.